# Économie (utilisation parcimonieuse)
Pour les articles homonymes, voir Économie.
Une économie est une manière parcimonieuse de consommer les ressources disponibles, dans le but d'en laisser davantage en réserve. 

## Argent
Les agents économiques qui économisent (sous-entendu leur argent) augmentent leur épargne.

## Ressources non renouvelables
Les ressources non renouvelables nécessitent un comportement d'épargne et de modération de consommation, par exemple l'économie d'énergie.

## Au bureau

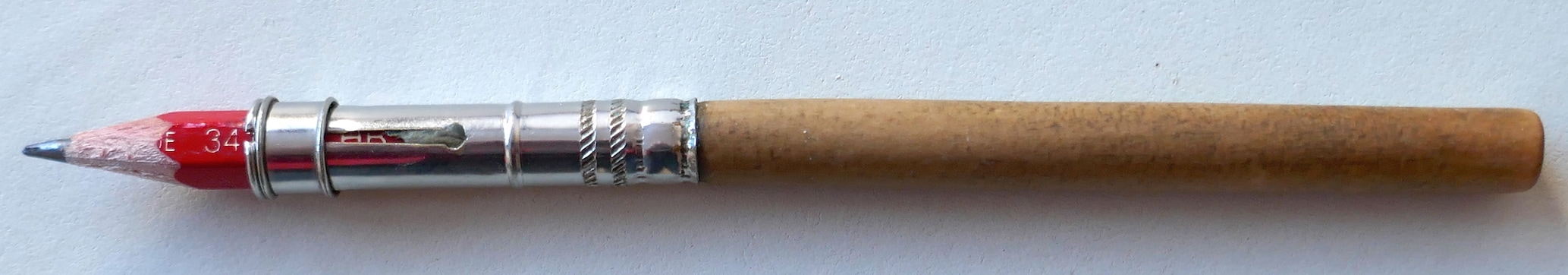

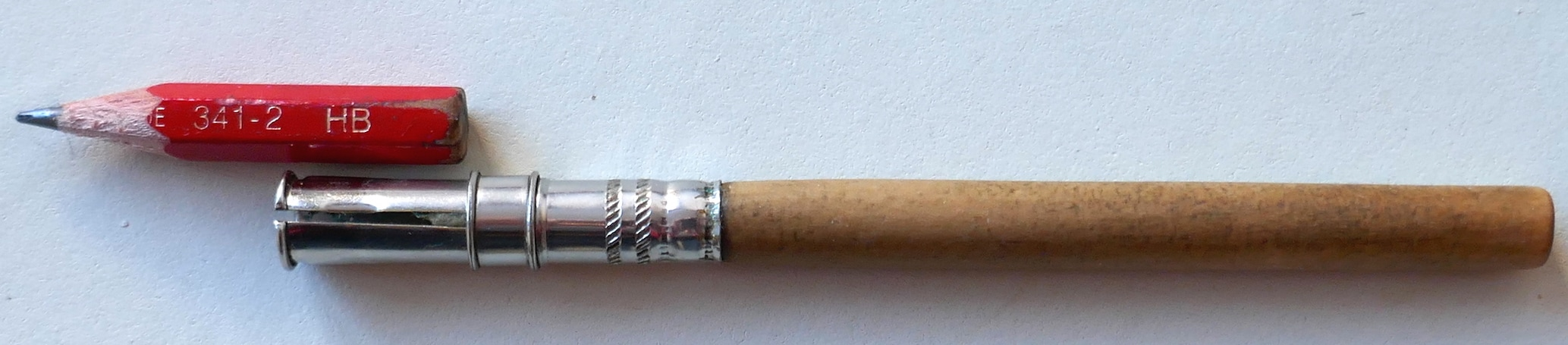

Le « rallonge-crayon » permet de continuer à utiliser un crayon même quand il est très raccourci.

## À la cuisine

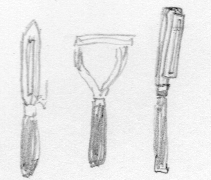

Les couteaux éplucheurs, créés au début du XXe siècle pour éviter le gaspillage, sont nommés en France des « économes ».